# Abuhene
Abuhene – u Indian Warraułów ara szkarłatna, bóg śmierci, świata zmarłych i zachodniej strony świata zjadający ludzkie wątroby.